# 오 왓 어 러브리 워
오 왓 어 러브리 워(Oh! What A Lovely War)는 영국에서 제작된 리차드 아텐보로 감독의 1969년 뮤지컬, 전쟁 영화이다. 웬디 엘넛 등이 주연으로 출연하였고 리차드 아텐보로 등이 제작에 참여하였다.

## 출연

### 주연
- 웬디 엘넛
- 콜린 파렐
- 말콤 맥피
- 존 래

### 조연
- 코린 레드그레이브
- 모리스 로브
- 폴 쉘리
- 킴 스미스
- 안젤라 쏜
- 메리 윔부시
- 빈센트 볼

## 제작진
- 미술: 도널드 M. 어쉬톤
- 의상: 안소니 멘들슨